# Jordens Vänner
Jordens Vänner är en svensk miljöorganisation som arbetar för miljö och solidaritet. Jordens Vänner är den svenska grenen av Friends of the Earth International, världens största demokratiska miljöorganisation med drygt två miljoner medlemmar i 76 länder. Föreningen är en partipolitiskt och religiöst obunden ideell organisation. Organisationen verkar för en rättvis fördelning av jordens resurser, för fred samt ett ekologiskt hållbart och mänskligt samhälle där djur omfattas av hänsyn, medkänsla och respekt. Jordens Vänner värnar om demokrati, folkrörelsesamarbete, jämlikhet mellan könen och kulturell mångfald.
Jordens Vänner för en samhällskritisk debatt och vill vara miljörörelsens radikala röst. Organisationen arbetar lokalt, nationellt och internationellt för en ekologisk, hållbar utveckling och en rättvis fördelning av jordens resurser med målet att förändra den ekonomiska världsordningen till att bygga på solidaritet och ekologisk hållbarhet. Jordens Vänner har flera lokalavdelningar runt om i landet, bland annat Alternativ stad i Stockholm och Göteborgs Miljögrupp i Göteborg. Det finns även nationella utskott som arbetar med olika sakfrågor. Jordens Vänner driver ett flertal aktioner och projekt för ett miljövänligt och jämlikt samhälle.

## Verksamhet
Jordens Vänner driver flera regnskogsprojekt i Sydamerika, till exempel i Brasilien där organisationen arbetar för att skydda Uru-Eu-Uaw-Uaw-reservatet och dess befolkning. Organisationen delar även ut det årliga Svenska Greenwashpriset under Almedalsveckan. Jordens vänner arbetar även för införandet av hyggesfritt skogsbruk . Organisationen driver en verksamhet med klimatinformatörer, där ungdomar utbildas till föreläsare om klimaträttvisa. Medlemstidningen heter Miljötidningen och ges ut fyra gånger per år. Jordens Vänner driver även andra aktioner och projekt och är en av organisationerna bakom Färnebo folkhögskola.

## Historia

Internationella Jordens Vänners logotyp

Jordens Vänner bildades 1971 och var tillsammans med organisationer i USA, England och Frankrike initiativtagare till Internationella Jordens Vänner (Friends of the Earth International) samma år.
1995 slog Jordens Vänner sig samman med den liknande organisationen Miljöförbundet, och den nya organisationen fick då namnet Miljöförbundet Jordens Vänner (ofta förkortat MJV). Miljöförbundet hade bildats 1976 som en utbrytning ur Miljögruppernas riksorganisation MIGRI. På årsmötet 9–10 april 2011 bytte Miljöförbundet Jordens Vänner namn till Jordens Vänner.